# Соболівка (Броварський район)
Соболі́вка — село в Україні, у Броварському районі Київської області. Населення становить 147 осіб. Входить до складу Зазимської сільської територіальної громади. З 1963 р. Соболівка та Парня поєднано в одну адміністративну одиницю.

## Населення

### Мова
Розподіл населення за рідною мовою за даними перепису 2001 року:
| Мова       | Кількість | Відсоток |
| ---------- | --------- | -------- |
| українська | 188       | 94.94%   |
| російська  | 7         | 3.54%    |
| білоруська | 3         | 1.52%    |
| Усього     | 198       | 100%     |

## Історія
Соболівка заснована за часів князя Володимира Великого в 991 році.

## Видатні люди
Із Соболівки тодішнього Остерського повіту походить лірник Іваницький Антін Максимович. Творив у XIX столітті.
Уродженкою села є Воробей Марія Іванівна — українська поетеса. Закінчила Літківську середню школу, філологічний факультет КДУ ім. Т. Г. Шевченка. Працювала на видавничий роботі, вчителювала в Броварах, була керівником літературної студії «Криниця». Нині працює директором дитячої майстерні народних ремесел у Києві. З 1980 р. друкується в періодиці, у 1988 р. вийшла перша книжка поезій «Любич» (видавництво «Радянський письменник»).